# Pagus
Pagus (latinsko: pāgus), regija ali podregija, naziv, ki je primerljiv s sodobnim francoskim pays in španskim pago.
V poznem Zahodnem rimskem cesarstvu je po Dioklecijanovi reorganizaciji  države pagus postal najmanjša enota province. Do takrat je imela beseda pagus različne pomene. V Smithovem Slovarju o njej piše, da se "besedi ne more pripisati natančnega in absolutnega pomena, deloma zato, ker so se njene značilnosti od najzgodnejšega do najpoznejšega obdobja rimske zgodovine nedvomno zelo spreminjale, deloma pa zato, ker so latinski pisci besedo pagus uporabljali tudi za podobne, vendar ne popolnoma enake skupnosti izven Italije".

## Etimologija
Pagus je izvirna latinska beseda, izpeljana iz korena pāg-, podaljšanega indoevropskega *pag-, ki pomeni pripeti, pričvrstiti ali privezati. Iz istega korena je nastala tudi angleška beseda peg, ki med drugim pomeni količek ali zakoličiti (zemljo). Besedo pagus bi torej lahko prevedli kot zakoličeno ali omejeno ozemlje. Če upoštevamo, da so bile meje antičnih okrožij označene z mejnimi kamni, gre za pojav,  ki se že nekaj tisočletij ni spremenil. 
Starejša hipoteza o nastanku besede pagus je trdila, da je nastala iz grških besed πήγη [pége], ki pomeni vaški izvir ali vodnjak, ali  πάγος [págos], ki pomeni utrdbo na hribu. W. Smith omenjeno hipotezo zavrača, ker se niti vaški izvir niti utrdba na hribu v pomenu besede pagus ne pojavljata.

## Rimska raba
V klasični latinščini je pagus pomenil podeželsko okrožje ali skupnost znotraj večje politične skupnosti. Julij Cezar na primer omenja, da so bili Helveti razdeljeni na štiri page. Helvetski pagi so se ujemali s štirim helvetskim plemeni, zato bi se izraz pagus v tem smislu lahko prevedel tudi kot pleme.
Pagus in vicus (majhno gručasto naselje ali vas) so bili značilni za predurbano ureditev podeželja. V latinski epigrafiki republikanskega obdobja je pagus pomenil lokalno ozemeljsko enoto plemen v osrednjih Apeninih. Predpostavlja se, da je imel zaradi raznolike lokalne socialne strukture tistega časa raznolike pomene
Zzraz pagus je bil zaradi neformalnega označevanja podeželskih okrožij zelo prilagodljiv in je lahko pomenil tudi posamezne stanove v nekem okrožju, na primer kmetijske delavce, kmete in sužnje. Z Dioklecijanovo delitvijo provinc na manjše enote, so pagi lahko imeli več vrst lokalnih središč. Nekatere so upravljali iz mest, morda iz sedežev škofij, druge iz vasi (vicus), ki so lahko bile samo skupek hiš ali neuradna tržnica, tretje, ki so bili na področju velikih kmetijskih posestev (latifundia), pa iz središčne vile. 
Zgodovinar krščanstva Peter Brown poudarja, da je latinska beseda paganus v svojem izvirnem smislu pomenila državljana ali preprostega prebivalca, ki je bil izključen iz sistema odločanja in zato manj pomemben. Mednje so spadali prebivalci, odmaknjeni od upravnih središč, na primer sedežev škofij, obzidanih mest ali utrjenih vasi. Prebivalci odročnih pokrajin – pagov, so se držali starih običajev in dali svoje ime poganom. Kristjani v latinski zahodni Evropi so naziv pogani v slabšalnem pomenu uporabljali za vse tiste, ki so se oklepali tradicionalnih antičnih verstev in se niso želeli spreobrniti v krščanstvo.

## Porimskipagus
Pagus je preživel propad Zahodnega rimskega cesarstva in je pomenil ozemlje pod oblastjo merovinških in karolinških grofov (comes). Pagi so bili razdeljeni na manjše enote - zemljiška gospostva. Večina sodobnih francoskih pays, na primer grofiji Comminges in  Ponthieu, se približno ujema s starimi okrožji.
Če upoštevamo stanje na začetku 5. stoletja, ko je bila sestavljena Notitia provinciarum, je provinco Drugo Lugdunsko Galijo tvorila cerkvena provinca Rouen s šestimi pomožnimi škofijskimi sedeži in sedmimi mesti (civitates). Za civilne namene je bila ista provinca razdeljena na številne page: civitas Rotomagus (Rouen) so sestavljali pagi Rotomagensis (Roumois), Caletus (Pays de Caux), Vilcassinus (Vexin) in Tellaus (Talou),  Bayeux paga Bajocassinus (Bessin) in Otlinga Saxonia, Lisieux pagus Lexovinus (Lieuvin),  Coutances paga Corilensis in Constantinus (Cotentin), Avranches pagus Abrincatinus (Avranchin), Sez pagi Oximensis (Hiémois), Sagensis in Corbonensis (Corbonnais) in Evreux paga Ebroicinus (Evrecin) in Madriacensis (pays de Madrie).
Pagus je bil enakovreden enoti, ki jo angleško govoreči zgodovinarji imenujejo karolinška grofija (shire), in nemškemu gau. V latinskih besedilih se kantoni v Švicarski konfederaciji prevajajo kot pagi. 